# آرتور اکلستون
آرتور اکلستون (انگلیسی: Arthur Ecclestone; ۱ مارس ۱۹۰۶ – ۱۹۹۰ (۸۳−۸۴ سال)) بازیکن فوتبال اهل بریتانیا بود.
از باشگاه‌هایی که در آن بازی کرده‌است می‌توان به باشگاه فوتبال پورت ویل اشاره کرد.